# Muddanahalli, Belur
Muddanahalli là một làng thuộc tehsil Belur, huyện Hassan, bang Karnataka, Ấn Độ.